# Энгель-Гюнтер, Юлиана
Юлиана Энгель-Гюнтер (нем. Juliane Engell-Günther; 3 августа 1819, Бад-Зюльце — 24 сентября 1910, Базель) — немецко-швейцарская писательница, редактор и педагог, одна из пионерок феминизма.

## Биография
Юлиана Энгель-Гюнтер родилась 3 августа 1819 года в немецком городке Бад-Зюльце; происходила из Великого герцогства Мекленбург-Шверин.
Вышла замуж за инженера Германа Августа Густава Гюнтера. С 1849 по 1858 год она жила со своим мужем в Бразильской империи, где руководила школой. Затем пара жила в Англии, Франции, Германии и Швейцарии.
С 1872 по 1877 год Ю. Энгель-Гюнтер была главным редактором журнала «Базар».
С 1883 по 1889 год она работала в международном педагогическом институте для мальчиков в Цюрихе.
Под своим собственным именем или под псевдонимами «Люминика» или «Фрейфрау фон Х.», она опубликовала политические сочинения, в основном о позиции женщин выступающих за юридическое и экономическое равенство между мужчинами и женщинами.
Юлиана Энгель-Гюнтер умерла 24 сентября 1910 года в Базеле.
Наиболее известные её труды: «Die Lösung der sozialen Frage durch die Frau» (1872), несколько детских книг, драма «Die Hexe» (1882), «Brasilische Novellen» (1890).